# Плавання на літніх Олімпійських іграх 2012 — 400 метрів комплексом (чоловіки)
Змагання з плавання на 400 метрів комплексом серед чоловіків на Олімпіаді 2012 року відбулись 28 липня в Центрі водних видів спорту в Лондоні.
Американець Райан Лохте з великим відривом від решти учасників, включаючи дворазового чемпіона Майкла Фелпса, здобув олімпійський титул у цьому виді спорту. Він прибіг до фінішу з бездоганним результатом 4:05.18, що на 1.34 секунди поступається світовому рекорду Фелпса, встановленому у 2008 році. Тим часом бразилець Тьяго Перейра привіз додому срібло з відповідним південноамериканським рекордом - 4:08.86, що зробило його першим плавцем своєї країни, який здобув олімпійську медаль у цьому виді плавання з часів Рікардо Прадо, який зробив це у 1984 році. Японський підліток Косуке Хагіно побив рекорд Азії - 4:08.94, витіснивши Фелпса з п'єдесталу за бронзу. 
Вперше після свого офіційного дебюту в 2000 році Фелпс боровся за четверте місце і не зміг здобути свою сімнадцяту медаль в кар'єрі, показавши час 4:09.28. Йому ледь не вистачило до фінального запливу долі секунди, після того, як він показав восьмий час 4:13.33 у ранковому попередньому запливі.
Південноафриканський плавець Чад ле Клос (4:12.42), товариш Хагіно по команді Юя Хоріхата (4:13.30), австралійський плавець Томас Фрейзер-Холмс (4:13.49) та італієць Лука Марін (4:14.89) завершили історичний фінал. Несподівано, але головний фаворит змагань, чемпіон Європи угорський плавець Ласло Чех не потрапив до фіналу на сім сотих секунди (0,07), посівши дев'яте місце (4:13.40).

## Рекорди
Станом на 28 липня 2012 світовий і олімпійський рекорди були такими:
| Світовий рекорд     | Майкл Фелпс (USA) | 4:03.84 | Пекін, Китай | 10 серпня 2008 | [ 10 ] [ 11 ] |
| Олімпійський рекорд | Майкл Фелпс (USA) | 4:03.84 | Пекін, Китай | 10 серпня 2008 | [ 10 ] [ 11 ] |

## Результати

### Попередні запливи
| Місце | Заплив | Доріжка | Ім'я                     | Країна                   | Час     | Примітки |
| ----- | ------ | ------- | ------------------------ | ------------------------ | ------- | -------- |
| 1     | 3      | 4       | Косуке Хаґіно            | Японія (JPN)             | 4:10.01 | Q, AS    |
| 2     | 5      | 2       | Чад ле Клос              | ПАР (RSA)                | 4:12.24 | Q, NR    |
| 3     | 5      | 4       | Раян Лохте               | США (USA)                | 4:12.35 | Q        |
| 4     | 3      | 6       | Тьяго Перейра            | Бразилія (BRA)           | 4:12.39 | Q        |
| 5     | 5      | 3       | Томас Фрейзер-Голмс      | Австралія (AUS)          | 4:12.66 | Q        |
| 6     | 5      | 6       | Лука Марін               | Італія (ITA)             | 4:13.02 | Q        |
| 7     | 5      | 5       | Юя Хоріхата              | Японія (JPN)             | 4:13.09 | Q        |
| 8     | 4      | 4       | Майкл Фелпс              | США (USA)                | 4:13.33 | Q        |
| 9     | 4      | 5       | Ласло Чех                | Угорщина (HUN)           | 4:13.40 |          |
| 10    | 3      | 1       | Гал Нево                 | Ізраїль (ISR)            | 4:14.77 |          |
| 11    | 4      | 2       | Яннік Лебгерц            | Німеччина (GER)          | 4:15.41 |          |
| 12    | 3      | 3       | Ян Чжисянь               | Китай (CHN)              | 4:15.45 |          |
| 13    | 4      | 6       | Роберто Павоні           | Велика Британія (GBR)    | 4:15.56 |          |
| 14    | 4      | 3       | Ван Ченсян               | Китай (CHN)              | 4:15.57 |          |
| 15    | 4      | 1       | Максим Шемберєв          | Україна (UKR)            | 4:16.63 |          |
| 16    | 2      | 4       | Вард Бавенс              | Бельгія (BEL)            | 4:16.71 | NR       |
| 17    | 4      | 7       | Іоанніс Дрімонакос       | Греція (GRE)             | 4:17.04 |          |
| 18    | 2      | 6       | Рафаель Стаккіотті       | Люксембург (LUX)         | 4:17.20 | NR       |
| 19    | 5      | 1       | Раян Шумен               | ПАР (RSA)                | 4:17.22 |          |
| 19    | 5      | 7       | Федеріко Турріні         | Італія (ITA)             | 4:17.22 |          |
| 21    | 3      | 7       | Олександр Тихонов        | Росія (RUS)              | 4:18.12 |          |
| 22    | 3      | 5       | Давид Веррасто           | Угорщина (HUN)           | 4:18.31 |          |
| 23    | 4      | 8       | Алек Пейдж               | Канада (CAN)             | 4:19.17 |          |
| 24    | 3      | 2       | Джо Робук                | Велика Британія (GBR)    | 4:20.24 |          |
| 25    | 1      | 5       | Бредлі Еллі              | Барбадос (BAR)           | 4:21.32 |          |
| 26    | 2      | 2       | Юрій Суворов             | Білорусь (BLR)           | 4:23.06 | NR       |
| 26    | 2      | 5       | Діого Карвалью           | Португалія (POR)         | 4:23.06 |          |
| 28    | 2      | 3       | Чон Вон Йон              | Південна Корея (KOR)     | 4:23.12 |          |
| 29    | 2      | 1       | Естебан Ендеріка Salgado | Еквадор (ECU)            | 4:24.32 | NR       |
| 30    | 2      | 8       | Педро Пінотес            | Ангола (ANG)             | 4:24.69 |          |
| 31    | 1      | 4       | Антон Свейн Маккі        | Ісландія (ISL)           | 4:25.06 | NR       |
| 32    | 5      | 8       | Деніел Трантер           | Австралія (AUS)          | 4:25.76 |          |
| 33    | 2      | 7       | Ке Чженвень              | Сінгапур (SIN)           | 4:26.81 |          |
| 34    | 1      | 6       | Марко Блажевскі          | Північна Македонія (MKD) | 4:32.38 |          |
| 35    | 1      | 3       | Рафаель Альфаро          | Сальвадор (ESA)          | 4:35.80 |          |
| 36    | 1      | 2       | Ахмед Гіве Атарі         | Катар (QAT)              | 5:21.30 |          |
| 037   | 3      | 8       | Такі М'Рабет             | Туніс (TUN)              | DSQ     |          |

### Фінал
| Місце | Доріжка | Ім'я                | Країна          | Час     | Примітки |
| ----- | ------- | ------------------- | --------------- | ------- | -------- |
| 1     | 3       | Раян Лохте          | США (USA)       | 4:05.18 |          |
| 2     | 6       | Тьяго Перейра       | Бразилія (BRA)  | 4:08.86 | SA       |
| 3     | 4       | Косуке Хаґіно       | Японія (JPN)    | 4:08.94 | AS       |
| 4     | 8       | Майкл Фелпс         | США (USA)       | 4:09.28 |          |
| 5     | 5       | Чад ле Клос         | ПАР (RSA)       | 4:12.42 |          |
| 6     | 1       | Юя Хоріхата         | Японія (JPN)    | 4:13.30 |          |
| 7     | 2       | Томас Фрейзер-Голмс | Австралія (AUS) | 4:13.49 |          |
| 8     | 7       | Лука Марін          | Італія (ITA)    | 4:14.89 |          |